# Guy Lapchin

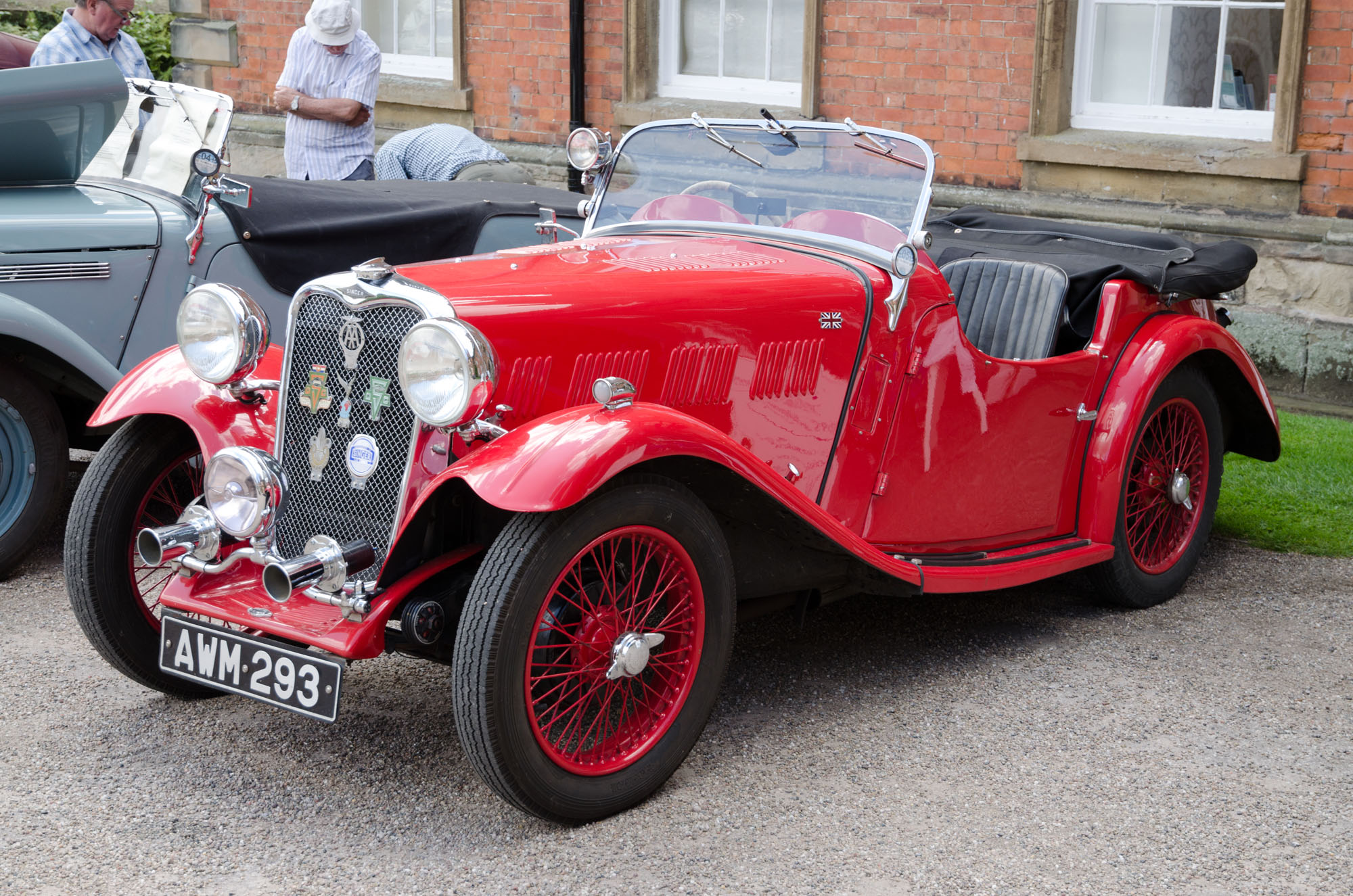
Auf einem Singer 9 Le Mans debütierte Guy Lapchin 1935 beim 24-Stunden-Rennen von Le Mans

Guy Charles Emile Lapchin (* 16. Dezember 1903 in Valenciennes; † 5. November 1991 in Croix) war ein französischer Autorennfahrer und Architekt.

## Karriere
Nach dem Besuch der Pflichtschulen und den notwendigen Ausbildungen wurde Guy Lapchin in den 1930er-Jahren Architekt und arbeitete vor allem in Paris. Während des Zweiten Weltkriegs kam die Bautätigkeit in der französischen Hauptstadt fast völlig zum Erliegen und blieb auch nach dem Ende des Kriegs vorerst schwach. Lapchin suchte sich ein anderes berufliches Umfeld und importierte Fahrzeuge des britischen Herstellers Riley nach Frankreich.
Neben seinen Brotberufen war Lapchin viele Jahre als Fahrer im Sportwagensport aktiv. 1935 startete er zum ersten Mal beim 24-Stunden-Rennen von Le Mans. Lapchin war Partner von Jacques Savoye und beendete das Rennen mit einem Singer 9 Le Mans auf Platz 23 der Endwertung. Jacques Savoye betrieb in Paris ein Handelsunternehmen, das Fahrzeuge von Singer und Alvis in Frankreich verkaufte. Die Beziehungen von Savoye zur britischen Fahrzeugindustrie halfen Lapchin später beim Import der Rileys. Bis in die 1950er-Jahre startete Lapchin immer wieder in Le Mans. Seine beste Platzierung im Schlussklassement war der neunte Endrang 1938.

## Statistik

### Le-Mans-Ergebnisse
| Jahr | Team                            | Fahrzeug               | Teamkollege        | Platzierung | Ausfallgrund      |
| ---- | ------------------------------- | ---------------------- | ------------------ | ----------- | ----------------- |
| 1935 | Guy Lapchin                     | Singer 9 Le Mans       | Jacques Savoye     | Rang 23     |                   |
| 1937 | Ecurie Eudel                    | Riley Sprite TT        | Jean Trévoux       | Ausfall     | defekter Zylinder |
| 1938 | Just-Émile Vernet               | Simca Huit             | Albert Debille     | Rang 9      |                   |
| 1939 | Gordini                         | Simca Huit             | Charles Plantivaux | Rang 13     |                   |
| 1950 | Guy Lapchin                     | Panhard Dyna X84 Sport | Charles Plantivaux | Ausfall     | Zündungsschaden   |
| 1952 | Renault                         | Renault 4CV            | Jean Rédélé        | Rang 17     |                   |
| 1953 | Automobiles Panhard et Levassor | Panhard X89            | Charles Plantivaux | Rang 20     |                   |

### Einzelergebnisse in der Sportwagen-Weltmeisterschaft
| Saison | Team               | Rennwagen   | 1   | 2   | 3   | 4   | 5   | 6   | 7   |
| ------ | ------------------ | ----------- | --- | --- | --- | --- | --- | --- | --- |
| 1953   | Panhard & Levassor | Panhard X89 | SEB | MIM | LEM | SPA | NÜR | RTT | CAP |
| 1953   | Panhard & Levassor | Panhard X89 | 20  |     |     |     |     |     |     |